# Garcia de Noronha

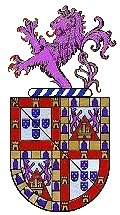
Brasão de Armas da família Noronha.

D. Garcia de Noronha (Lisboa,1479 — Cochim, 3 de abril de 1540), foi um fidalgo e estadista português, trineto do Rei D. Fernando I. Foi o terceiro vice-rei e o décimo governador da Índia (1537), já no final da sua carreira e vida. Na sua primeira viagem à Índia (1511 - 1512), terá avistado a ilha de Santa Helena.

## Biografia
D. Garcia de Noronha era filho de D. Fernando de Noronha e de sua mulher Constança de Castro (irmã de Afonso de Albuquerque), neto paterno de D. Pedro de Noronha, Arcebispo de Lisboa, e de Branca Dias Perestrelo, filha do primeiro casamento de Bartolomeu Perestrelo com Branca Dias.
Na sua primeira estadia no Oriente, de 1512 a 1516, foi capitão-mor do mar da Índia, cargo imediatamente abaixo do de vice-rei, na altura este era exercido por seu tio materno, Afonso de Albuquerque, com o qual esteve nas conquistas de Goa, Ormuz e Calecute e cujo governo secundou.
Foi fidalgo do Conselho de D. Manuel I e D. João III, 1.° senhor do Cartaxo e alcaide-mor do Castelo do Cartaxo, moço fidalgo e depois cavaleiro fidalgo da Casa Real, e tinha de moradia 6 500 reais por mês quando no início de 1538 regressou à Índia, na nau Espírito Santo, para tomar posse como vice-rei. 
D. Garcia foi considerado «um dos maiores homens de Portugal» ou, como diziam na Índia, «o mais ousado doudo de Portugal», e a sua vida é tratada pelo cronistas, nomeadamente João de Barros, Damião de Góis, Fernão Lopes de Castanheda e Brás de Albuquerque, além de ser referido por Luís Vaz de Camões nos «Lusíadas».

### Primeira estadia no Oriente (1512 - 1516)
Serviu no Norte de África e partiu a primeira vez para a Índia  em 1511 como capitão-mor da armada desse ano, de seis naus. 

#### A ilha de Santa Helena
Nessa viagem, segundo o cronista Gaspar Correia, terá avistado a ilha de Santa Helena e os seus pilotos colocaram-na nos seus mapas. De acordo com o historiador A. R. Disney,  esse acontecimento terá sido decisivo para transformar Santa Helena numa escala regular para as armadas que regressavam da Índia para Portugal, desde essa data até o século XVII.

#### Capitão-mor do Mar da Índia
Chegou a Cochim em agosto de 1512, onde seu tio, o governador Afonso de Albuquerque, logo o nomeou capitão-mor do Mar da Índia. Notabilizou-se na conquista de Benastarim, na expedição ao Mar Roxo e nas negociações com o rei de Calecute. São de 1 de Outubro de 1513 os capítulos que fez D. Garcia de Noronha com o rei de Calecute, pelos poderes concedidos por Afonso de Albuquerque, capitão-mor e governador das Índias. O pacto concluído nessa data previa o pagamento de indemnizações de guerra por Calecute, estabelecia as condições de acesso português à compra de especiarias e estipulava que seria edificada uma fortaleza portuguesa na cidade.
Foi depois capitão-mor de Ormuz, em cuja conquista esteve e cuja fortaleza mandou construir. 

### Regresso e Portugal e missões em Marrocos (1516 - 1538)
Em 1516 regressou a Portugal, onde permaneceu 22 anos, como conselheiro de D. Manuel I e senhor e alcaide-mor do Cartaxo. Esteve no casamento de D. Manuel I com D. Leonor e «foi hum dos Fidalgos que lhe beijarao a mão». 
Quando o rei de Marrocos cercou Safim com um exército de 90 000 homens, D. João III nomeou D. Garcia de Noronha (em 1534) capitão-mor de armada que partiu para o Norte de África para combater a ameaça, o que conseguiu, obrigando o rei de Marrocos a levantar o cerco e ficando como capitão-mor e governador de Safim.

### Vice-Rei da Índia (1538 - 1540)
Já nomeado vice-rei, partiu de novo para a Índia  em 1538, como capitão-mor da armada desse ano, de dez naus, e um ordenado de 8 000 cruzados e levando com ele 114 dos principais fidalgos do reino.
Datada de 29 de Outubro de 1539, enviou D. Garcia de Noronha, vice-rei da Índia, uma interessante carta ao secretário de Estado António Carneiro, onde dá notícias de Ormuz e Baçaim e comenta o governo e decadência do Estado da Índia, sobretudo por causa das armadas e dos ofícios da fazenda real, concluindo que, estando ele com 44 anos de serviço e muito velho, se via sem forças para sustentar esse governo. 
Esta situação viria contudo  a piorar, após a sua morte, quando lhe sucedeu no governo da Índia D. Estêvão da Gama., como se pode deduzir do conteúdo de uma carta dirigida ao rei, em 3 de Novembro de 1540, 7 meses após a morte de D. Garcia, por Sebastião Garcez. A carta dá conta da grande desordem que havia na Índia depois do falecimento do vice-rei D. Garcia, afirmando que, depois de entrar no governo, D. Estêvão da Gama, teria introduzido na feitoria toda a fazenda que tinha, vendendo-a por maior preço e exercitando ainda outras "violências". 
D. Garcia de Noronha tentou colocar alguma ordem no uso e abuso de privilégios em Goa, do que resultou queixa dos moradores para o rei, existindo um longo traslado de 11 de Outubro de 1539 do agravo que interpuseram por o vice-rei lhes não guardar os privilégios, graças e franquezas que D. Manuel I lhes concedeu, como também Afonso de Albuquerque, em nome do dito senhor, e que contém as respostas que o vice-rei deu. 
Morreu em Cochim, em 3 de abril de 1540, indo sepultar à Sé de Goa, onde está no centro da capela-mor, numa magnífica lápide negra com as armas dos Noronha e a seguinte inscrição, em letra redonda com feição gótica: «Aqui jaz Dom Garcia de Noronha Viso Rei que foi da Imdia. Faleceo nesta cidade de Goa aos 3 dias dabril da era de 1540».

## Casamento e descendência
Casou-se, c. 1515, com sua prima D. Inês de Castro, filha de D. Álvaro de Castro, senhor do Paul do Boquilobo, e irmã de D. João de Castro, vice-rei da Índia (1545 - 1548).
Deste casamento teve geração, cuja representação ficou na sua bisneta D. Joana de Noronha (c. 1571 - c. 1610), que casou em Aveiro, c. 1589, com Sebastião de Sousa de Meneses, senhor das casas de Pentieiros e Francemil - com descendência, nos condes de Bertiandos, nos senhores da Trofa, etc.

## Toponímia
Em São Domingos de Rana há uma rua com o seu nome.